# 双阳站
双阳站，位于中华人民共和国吉林省长春市双阳区，是长双烟铁路、辽长铁路上的火车站，2008年7月12日建成通车，由沈阳局集团长春车务段代管。

## 外部連結
- 中国铁路客户服务中心 （页面存档备份，存于）